# Roscoe Pondexter
Roscoe Pondexter (Fresno, 17 ottobre 1952) è un ex cestista statunitense, professionista in Italia e in Argentina.

## Carriera
Dopo l'università viene scelto dai Boston Celtics nel draft NBA 1974, chiamato al terzo giro con la 53ª scelta, senza però mai scendere in campo con la franchigia biancoverde.
Nel campionato italiano ha vestito le maglie di Gorizia (dove nel 1979-80 conquista la promozione in A1 e il titolo di capocannoniere di A2), Roseto e Venezia, segnando un totale di 4068 punti.
La sua carriera poi prosegue, mentre nel 1987 disputa una partita con gli argentini dello Sport Club Cañadense.
Dopo il ritiro dall'attività agonistica Pondexter trovò lavoro come guardia carceraria presso la Corcoran State Prison, ma ebbe guai giudiziari per i duri trattamenti riservati ai detenuti: in cambio dell'immunità collaborò ad un'inchiesta che vedeva coinvolti otto suoi ex colleghi, i quali furono accusati da un tribunale federale di complicità in violenza carnale, ripetute violazioni dei diritti civili ed omicidio.
È fratello di Cliff, anch'egli cestista professionista visto in Italia, e padre di Quincy Pondexter, cestista NBA.

## Palmarès
- Promozione in Serie A1: 1
Ginnastica Goriziana: 1979-80.